# 3 Batalion Sanitarny
3 Batalion Sanitarny (3 bsan) – pododdział służby zdrowia Wojska Polskiego II RP.

## Historia batalionu
Pododdział był okręgową instytucją służby zdrowia podległą bezpośrednio szefowi sanitarnemu Dowództwa Okręgu Korpusu Nr III oraz jednostką ewidencyjną dla wszystkich oficerów i szeregowych pełniących służbę w formacjach sanitarnych i liniowych OK III, w tym w Szpitalu Okręgowym Nr III w Wilnie, Kierownictwach Rejonów Sanitarnych Grodno, Lida i Wilno oraz w Szpitalach Rejonowych Grodno, Lida i Suwałki. Ponadto batalion wypełniał funkcje szkoleniowe oraz mobilizacyjne.
19 maja 1927 roku Minister Spraw Wojskowych, marszałek Polski Józef Piłsudski ustalił i zatwierdził dzień 12 lipca, jako datę święta batalionu.
30 maja 1931 roku wprowadzona została nowa organizacja pokojowa służby zdrowia. W jej ramach bataliony sanitarne zostały włączone w struktury szpitali okręgowych jako ich kadry zapasowe. 1 lipca 1931 roku na bazie zlikwidowanego baonu utworzona została Kadra Zapasowa 3 Szpitala Okręgowego.

## Organizacja batalionu
W skład batalionu wchodziła:
- drużyna dowódcy batalionu,
- trzy kompanie sanitarne,
- kadra batalionu zapasowego,
- warsztat sanitarno-techniczny.

Każda z kompanii sanitarnych składała się z drużyny dowódcy i czterech plutonów. Pluton liczył dwie drużyny po dwie sekcje sanitarne. Dwa plutony z każdej kompanii były wydzielone do służby w szpitalu okręgowym i w szpitalach rejonowych. Szpital okręgowy dysponował trzema plutonami, a każdy z trzech szpitali rejonowych – jednym plutonem obsługi sanitarnej.

## Dowódcy batalionu
- mjr lek. Jan Pióro (do 21 I 1924)
- ppłk lek. Edward Miziura (od 21 I 1924[4])
- mjr lek. Włodzimierz Wachnowski (VI 1926[5] – 1928)
- ppłk lek. Otton Samójłowicz-Salamonowicz (VI 1930 – X 1931 → pomocnik komendanta 3 Szpitala Okręgowego)

## Odznaka batalionu
31 stycznia 1929 roku Minister Spraw Wojskowych, marszałek Polski Józef Piłsudski zatwierdził wzór i regulamin odznaki pamiątkowej 3 Batalionu Sanitarnego. Odznaka o wymiarach 44x44 mm ma kształt krzyża o ramionach emaliowanych w kolorze wiśniowym z granatowym obrzeżem. W centrum tarcza z nałożonym srebrnym orłem. Na ramionach krzyża połączonych nimbem wpisano inicjały baonu „3 BS” i lata „1920-1928”. Odznaka jednoczęściowa, wykonana w srebrze, na rewersie próba 800 i inicjały wykonawcy. Wykonawcą odznaki był Józef Pendowski z Poznania.